# Vis grata puellae
Vis grata puellae, lett. "la violenza è gradita alla fanciulla", è un detto latino derivato da un verso dell'Ars amatoria di Ovidio:
(Ovidio, Ars amatoria, Liber I, l. 673-674)
Il detto viene usato per indicare un supposto atteggiamento, nel gioco dei ruoli fra uomo e donna nell'ambito della seduzione, in base al quale la donna non potrebbe prendere iniziativa sessuale né tanto meno cedere subito alle "avance" di un uomo, bensì dovrebbe presentarsi come pudica e ritrosa, predisponendosi così, in virtù di questa sua passività, a subire di buon grado l'aggressività sessuale del maschio, in modo da non apparire spudorata. In altri termini, in questa concezione, l'iniziativa sessuale spetterebbe al sesso maschile, mentre la donna non dovrebbe mostrare alcun interesse esplicito per la sessualità; secondo questa discutibile interpretazione, la violenza eventualmente esercitata dall'uomo per vincere la resistenza della donna, risulterebbe così a lei gradita, perché altrimenti non le sarebbe permesso di godere del piacere sessuale.

## Diritto italiano
Il detto Vis grata puellae è stato citato svariate volte nella giurisprudenza italiana sulla violenza carnale, oltre che da Giovanni Leone in un dibattito al Senato.
L'evoluzione della dottrina giuridica e della giurisprudenza ha comunque portato al ripudio di tali opinioni: questa posizione va intesa nel senso che eventuali complicità mascherate dal senso del pudore debbano essere ricercate caso per caso e mai presunte da simili anacronistiche interpretazioni (vedi Alberto Cadoppi, commento all'art. 3 in Commento delle "Norme contro la violenza sessuale (legge 15 febbraio 1996, n. 66)".